# Jorge de Bagration

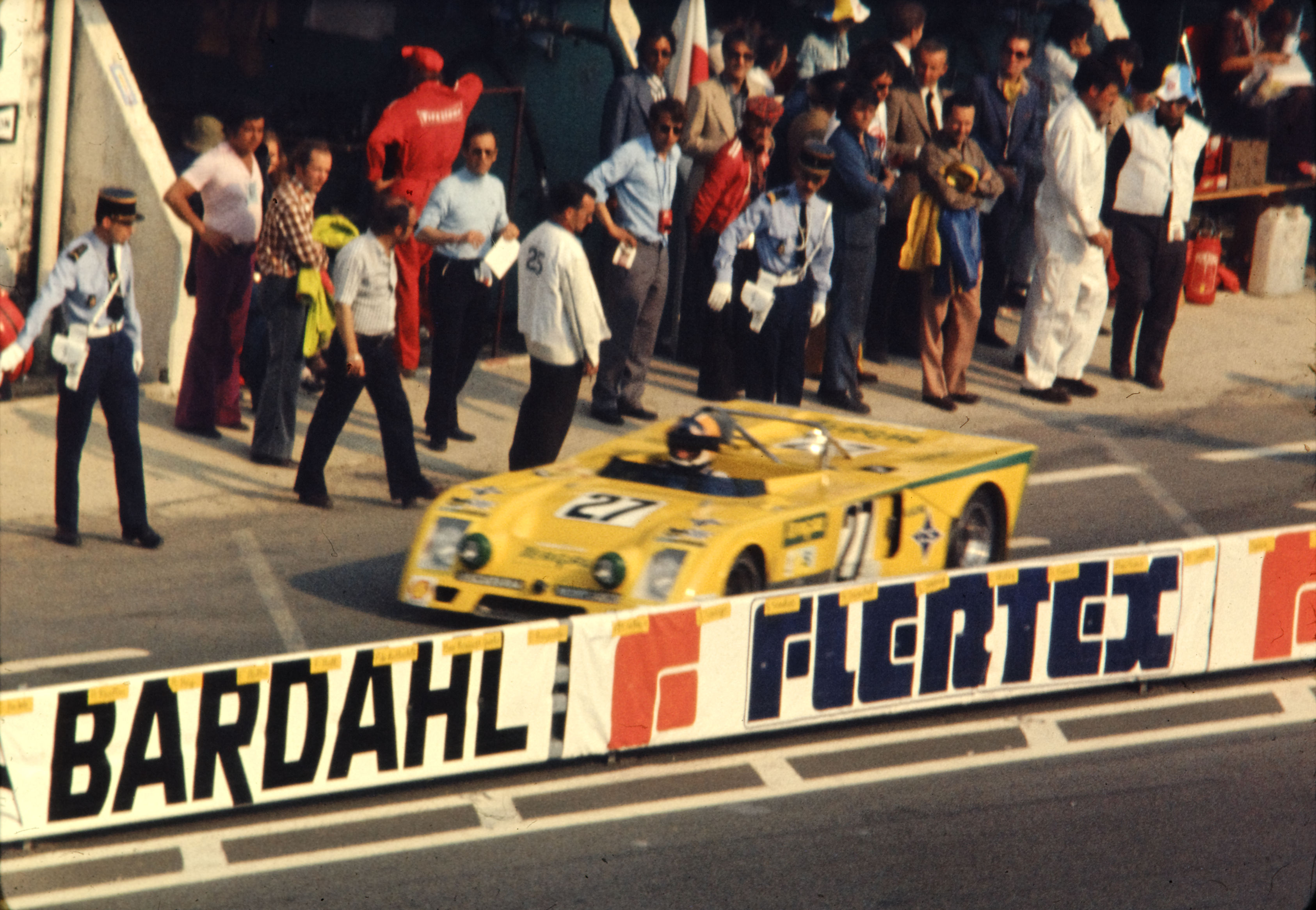
Jorge de Bagration durchfährt während des 24-Stunden-Rennens von Le Mans 1973 im Chevron B23 die Boxengasse

Don Jorge de Bagration y di Costafiorita (gebürtig Giorgi Bagration-Muchrani; * 22. Februar 1944 in Rom; † 16. Januar 2008 in Tiflis) war ab 1991 anerkanntes Oberhaupt des ehemaligen Königshauses von Georgien. Er besaß die spanische Staatsbürgerschaft und betätigte sich bis in die 1980er-Jahre hinein als Motorsportler.

## Leben
Er wurde als einziger Sohn des georgischen Adelsnachkommen Irakli Bagration-Muchrani (1909–1977) und der italienischen Gräfin Maria Antonietta Pasquini dei Conti di Costafiorita (1911–1944) in der Emigration geboren. Seine Mutter verstarb bei der Geburt. Seine Stiefmutter wurde 1946 Infantin Maria de las Mercedes von Spanien (1911–1953), Tochter des Prinzen Ferdinand von Bayern und der spanischen Infantin Maria Theresa, einer Tochter König Alfons XII.
1991 anerkannten die georgische Regierung und das Parlament seinen Anspruch auf die Thronfolge. 1995 besuchte er erstmals Georgien, um die Asche seines Vaters dort zu begraben. Später zog er nach Georgien, wo auch seine Söhne David und Irakli leben. In der Nähe von Tiflis errichtete er einen Wohnsitz. Er starb an den Folgeerkrankungen einer Hepatitis und wurde am 20. Januar 2008 in der Swetizchoweli-Kathedrale in Mzcheta an der Seite seiner Ahnen begraben.

## Motorsport
1959 begann de Bagration eine Motorsportkarriere. Er fuhr zunächst Motorräder und ab 1963 Rennwagen. Zweimal versuchte er vergeblich an Formel-1-Rennen teilzunehmen. Seinen ersten Versuch unternahm er 1968 beim Großen Preis von Spanien mit einem Formel-2-Rennwagen von Lola, der allerdings von den Organisatoren des Rennens nicht zugelassen wurde. 1974 meldete de Bagration einen privaten Surtees TS16 zum Großen Preis von Spanien. In der ersten Fassung der Meldeliste war de Bagration unter der Startnummer 29 aufgeführt, in der endgültigen Meldeliste erschien er allerdings nicht. Teilweise wird dies auf den Rückzug eines seiner Sponsoren zurückgeführt. 1970 konnte de Bagration auf einem Porsche 908 nach vier Wertungsläufen in Interlagos hinter Emerson Fittipaldi Vizemeister der sogenannten COPA BRASIL Championship in Brasilien werden. 
1979 und 1981 gewann er auf einem Lancia Stratos HF die spanische Rallye-Meisterschaft. 1982 zog er sich aus dem Motorsport zurück, um sich in den 1980ern einen Namen als Public-Relations-Direktor für Fiat-Spanien und -Portugal zu machen.

## Statistik

### Le-Mans-Ergebnisse
| Jahr | Team                       | Fahrzeug    | Teamkollege        | Teamkollege            | Platzierung | Ausfallgrund     |
| ---- | -------------------------- | ----------- | ------------------ | ---------------------- | ----------- | ---------------- |
| 1972 | Ecurie Bonnier Switzerland | Lola T280   | Hughes de Fierlant | Mário de Araújo Cabral | Ausfall     | Kupplungsschaden |
| 1973 | Escuderia Montjuich Tergal | Chevron B23 | José Juncadella    |                        | Ausfall     | Getriebeschaden  |

### Einzelergebnisse in der Sportwagen-Weltmeisterschaft
| Saison | Team                                   | Rennwagen                       | 1   | 2   | 3   | 4   | 5   | 6   | 7   | 8   | 9   | 10  | 11  |
| ------ | -------------------------------------- | ------------------------------- | --- | --- | --- | --- | --- | --- | --- | --- | --- | --- | --- |
| 1972   | Escuderia Montjuich Ecurie Bonnier     | Porsche 908 Lola T290 Lola T280 | BUA | DAY | SEB | BRH | MON | SPA | TAR | NÜR | LEM | ZEL | WAT |
| 1972   | Escuderia Montjuich Ecurie Bonnier     | Porsche 908 Lola T290 Lola T280 | 6   | DNF |     |     |     |     |     | DNF | DNF |     |     |
| 1973   | Racing Enterprises Escuderia Montjuich | Chevron B23                     | DAY | VAL | DIJ | MON | SPA | TAR | NÜR | LEM | ZEL | WAT |     |
| 1973   | Racing Enterprises Escuderia Montjuich | Chevron B23                     |     |     | DNF |     |     |     |     | DNF | DNF |     |     |